# Mister E (Timely Comics)
Mister E (abbreviato anche in Mr. E) il cui vero nome è Victor J. Goldstein conosciuto anche come Victor Jay, è un personaggio dei fumetti, creato da Joe CalCagno (testi) e Al Carreno (disegni e chine), pubblicato dalla Timely Comics (che è diventata la Marvel Comics). La sua prima apparizione è nell'albo Daring Mystery Comics n. 2 (febbraio 1940).

## Biografia del personaggio
In poche settimane quattro dei più importanti capitani d'industria americani sono giunti a una fine prematura. Le loro morti non sembrano accomunate da alcun elemento evidente ma un uomo è riuscito ad individuare una qualche connessione: si tratta di Victor Jay, atleta milionario, che indossando le vesti di Mister E combatte il crimine e le creature degli inferi.
Poiché i quattro defunti erano tutti soci della Snead Oil Company, Mister E decide di far visita a J.P. Snead. L'uomo si trova nella biblioteca di casa sua e sembra estremamente angosciato: dopo aver letto un biglietto, lo getta nel fuoco. Mister E si introduce nella stanza, stordisce Snead, e recupera il testo. Si tratta di un biglietto di ricatto: qualcuno chiede un milione di dollari entro la mezzanotte del giorno seguente e diffida dal chiamare la polizia.
Mister E si allontana dalla residenza di Snead, la sua auto viene spinta giù dalla scogliera da uno sconosciuto, che si rivela essere Vampire, il nemico giurato di Mister E. È proprio lui a ricattare Snead e, convinto di essere riuscito a eliminare l'eroe, se ne va. Mister E non è morto, però, e decide di pedinare Snead durante la consegna del denaro al ricattatore. Vampire riesce, però, a scoprire Mister E e a farlo prigioniero; confessa quindi di aver ucciso i capitani d'industria, nonostante avessero accettato di pagare quanto chiesto, per impedire loro di rivelare il ricatto.
Anche Snead sta per ricevere lo stesso trattamento: una capsula contenente un gas che accelera i battiti del cuore al punto da farlo esplodere per la pressione. Per Mister E, invece, Vampire pensa di utilizzare un metodo diverso: lo lascia legato ad una sedia in un edificio abbandonato con una carica di dinamite destinata a esplodere in un'ora. Mister E riesce a liberarsi facendo precipitare la sedia da una rampa di scale e mandandola così in mille pezzi.
Nel frattempo Vampire informa Snead di aver preso in ostaggio sua figlia Betty ed esige che l'uomo firmi un contratto per cedergli gli interessi della Snead Oil Company. Per salvare la figlia, Snead accetta. Vampire, soddisfatto, gli rivela le sue intenzioni: ucciderà comunque il vecchio e terrà Betty con sé come sposa. Il tempestivo intervento di Mister E consente ai due prigionieri di fuggire con il contratto. Per evitare di essere colti sul luogo dalla polizia, anche Vampire e Mister E si allontanano.